# More oko otoka Grujica
More oko otoka Grujica este o arie protejată (sit de importanță comunitară — SCI) din Croația întinsă pe o suprafață de 63,91 ha, integral marine.

## Localizare
Centrul sitului More oko otoka Grujica este situat la coordonatele 44°24′40″N 14°33′58″E / 44.411°N 14.566°E.

## Înființare
Situl More oko otoka Grujica a fost declarat sit de importanță comunitară în iulie 2013 pentru a proteja un număr necunoscut de specii din flora spontană și fauna sălbatică aflate în arealul zonei.

## Biodiversitate
Situată în ecoregiunea marină mediteraneană, aria protejată conține 1 habitat natural: Straturi cu Posidonia (Posidonion oceanicae).
La baza desemnării sitului se află un număr nedeclarat de specii protejate.